# Château de Kakunodate
Le château de Kakunodate (角館城, Kakunodate-jō), également connu sous les noms château d'Asakura et château de Ryugasaki, était un château japonais situé en haut d'une colline (yamashiro, « château en hauteur »). Il se trouvait dans la ville de Kakunodate, préfecture d'Akita au Japon. Son origine date de l'époque où l'endroit fut donné à Moriyasu Tozawa en 1590, encore qu'il puisse avoir été construit auparavant. À cause d'un décret shogunal selon lequel chaque domaine ne pouvait conserver qu'un seul château, celui-ci fut démoli en 1620. Seules subsistent des ruines au site du mont Furushiro.